# 斯科特鎮區 (堪薩斯州林肯縣)
斯科特鎮區（英語：Scott Township）為美國堪薩斯州林肯縣轄下的鎮區。2010年美国人口普查中此鎮區人口有104人。

## 地理
斯科特鎮區涵蓋總面積為93.5平方（36.09平方英里），其中陸地面積為93.4平方（36.05平方英里），水域面積為0.10平方（0.04平方英里）或0.11%。海拔高度427（1,401英尺）。

## 人口統計
根據2010年美國人口普查，斯科特鎮區人口有104人，其中男性有59人，女性有45人，人口密度為每平方公里1.11人，住房計93戶。鎮區內的白人有103人，非裔美國人有0人，美洲原住民有0人，亞裔美國人有0人，太平洋島裔美國人有0人，其他種族有0人，混血種族則有1人。此外鎮區內有3人為西班牙裔或拉丁裔美國人。此鎮區之年齡中位數為49.8歲，而男性年齡中位數為51.3歲，女性年齡中位數為49.5歲。

## 交通

### 主要公路
- 14號堪薩斯州州道
- 284號堪薩斯州州道